# Bridge School
Bridge School es una organización sin ánimo de lucro en Hillsborough (California) para niños con discapacidades físicas y mentales. Su objetivo es permitir a los niños la plena participación en sus comunidades mediante el desarrollo de sistema de comunicación alternativa y aumentativa (AAC) y tecnologías de apoyo (AT). La escuela fue fundada por Pegi Young, Jim Foreder y Dr. Marilyn Buzolich en 1986, y desde entonces se ha convertido en un referente líder en el desarrollo de AAC y AT.

## Historia
The Bridge School fue fundada por Pegi Young, Jim Forecer y el patólogo Dr. Marilyn Buzolich. Pegi se inspiró a la hora de fundar la escuela después de no encontrar una escuela adecuada para su hijo Ben, que sufre de parálisis cerebral. La escuela abrió sus puertas en 1987 después de recaudar fondos en el primer Bridge School Benefit, un concierto anual cuya primera edición tuvo lugar en 1986. El primer estudiante se graduó en 1991. Un edificio permanente fue construido en el campus de North Elementary School en 1995, en el que los estudiantes participan en clases.
En 1997, se estableció el programa Teacher in Residence, en el que acudían profesores de otros países donde el uso de AAC y AT está menos extendido. El programa llevó a profesores desde países como Polonia y Sudáfrica, entre otros.

## Pedagogía
La escuela cuenta con un modelo de transición y tiene como objetivo hacer que los estudiantes estudien en él y no ser un centro de internamiento. Una de sus creencias fundamentales es que los educadores, las familias y los estudiantes deben trabajar en colaboración para permitir el aprendizaje efectivo del alumno, y también se anima a los estudiantes a participar activamente en su propio aprendizaje. La escuela utiliza la tecnología como herramienta para el aprenziaje y cree ue todo el que lo requiera debe tener acceso a un «sistema de comunicación holístico». Recomiendan también el uso de una comunicación multi-modal, que abarca el lenguaje corporal, el contacto visual y los gestos así como el AAC y el AT. El principal propósito del programa es proporcionar a los niños un medio eficaz de comunicación y permitir que se expresen por sí solos. La escuela también emplea profesores de educación especial, patólogos del habla y del lenguaje, técnicos de asistencia y asistentes de instrucción.

## Concierto benéfico
Una de las principales fuentes de ingresos de la organización es a través de un concierto benéfico anual organizado cada octubre en el Shoreline Amphitheatre de Mountain View, California. El concierto es organizado por Neil Young, exesposo de Pegi, y la primera edición tuvo lugar en 1986 para apoyar la apertura de la escuela. Varios artistas que han participado en diversas ediciones incluyen a Elton John, Foo Fighters, Bob Dylan, The Beach Boys y Mumford & Sons, entre otros.